# Astra 3B

Astra 3B призначений для поповнення супутникового Astra 3A в орбітальній позиції 23,5 градусів східної довготи і замінить супутник Astra 1E розташований там же, 1G.
Astra 3B був | вбудований EADS Astrium EADS Astrium Супутники і заснована на € E3000 супутникової платформи. Він має 60 транспондерів Ku-в групі і чотири транспондера Ка-діапазону. 52 Ku-діапазону і чотири Ка-діапазону будуть активні.  двигунів Astra 3B використовувати як паливо  MMH та окислювача  пн 3.  початку був за 9 Квітень 2010 заплановано, але було відкладено в три рази, поки, нарешті, 21 Травень був зроблений. Astra 3B був узятий з чотирма стрільбами його апогею ів на геостаціонарній орбіті. 